# ترکیب روابط
ترکیب روابط در ریاضیات رابطه دوتایی به مفهوم ساخت رابطهٔ جدید S ∘ R از دو رابطهٔ R و S است. ترکیب دو رابطه در منطق جبری ضرب نسبی نامیده می‌شود؛ بنابراین ترکیب برابر حاصلضرب نسبی رابطهٔ دو مضروب است. ترکیب تابع‌ها حالت خاصی از ترکیب روابط است.
برای نمایش یک رابطهٔ مرکب از واژهٔ عمو (به انگلیسی: Uncle) استفاده می‌شود: برای اینکه عنصری عمو باشد باید برادر یک والد باشد. در منطق جبری گفته می‌شود که رابطهٔ «عمویی» xUz ترکیب دو رابطهٔ «برادری» xBy و «والدی» yPz است. یعنی: